# 愚底
愚底（ぐてい、文安元年（1444年） - 永正13年（1516年）4月11日）は、室町時代後期から戦国時代初期にかけての浄土宗の僧侶。真蓮社勢誉（しんれんしゃ せいよ）とも称される。

## 人物・経歴
1444年、山城国に生まれる（文安元年説と文安2年（1445年）説がある）。青年期に下総国弘経寺で了暁に師事し浄土宗を学び、挙母の宇禰部郷川端村の福林寺を経て、大樹寺を開山し、のち知恩院第23世となった。

### 主な活動
- 1475年（文明7年） - 松平親忠の帰依を受け、挙母から招かれて大樹寺や[5][6]、念仏堂（現・西光寺）を建立[3][5]
- 1489年（長享3年） - 大樹寺の寺域を整備[1]
- 1504年（永正元年） - 知恩院第23世に就任[1]
- 1511年（永正8年） - 大樹寺に戻り寺院機構の整備に尽力[1]
- 1516年（永正13年） - 大樹寺にて遷化[1]

## 思想・業績
- 大樹寺の創建：松平氏・徳川将軍家の菩提寺としての基礎を確立[7]
- 独特な式定の制定：大樹寺の勤行式定は浄土宗でも珍しい形式[1]
- 僧侶養成：多くの弟子を育成し、三河地方の浄土宗発展に貢献[1]
- 寺院建立：大乗寺（安城市）など複数の寺院を創建[8]

## 文化財
- 木造勢誉上人坐像：1497年（明応6年）作、愛知県指定文化財[9]